# Еранги
Еранги́ (арм. Երանգի), Ранги́ (арм. Ռանգի) — армянский женский сольный танец из Еревана. Мелодия танца была записана и обработана для фортепиано Н. Тиграняном, Комитасом. Еранги также известен как «Вагаршапатский (Эчмиадзинский) танец» благодаря фортепианной обработке А. Бабаджаняна.

## Характеристика
Танец исполняется грациозно (Gracieux), в стиле тара — струнного инструмента. Размер составляет 6/8 или 10/16.